# Brygada Kawalerii „Baranowicze”

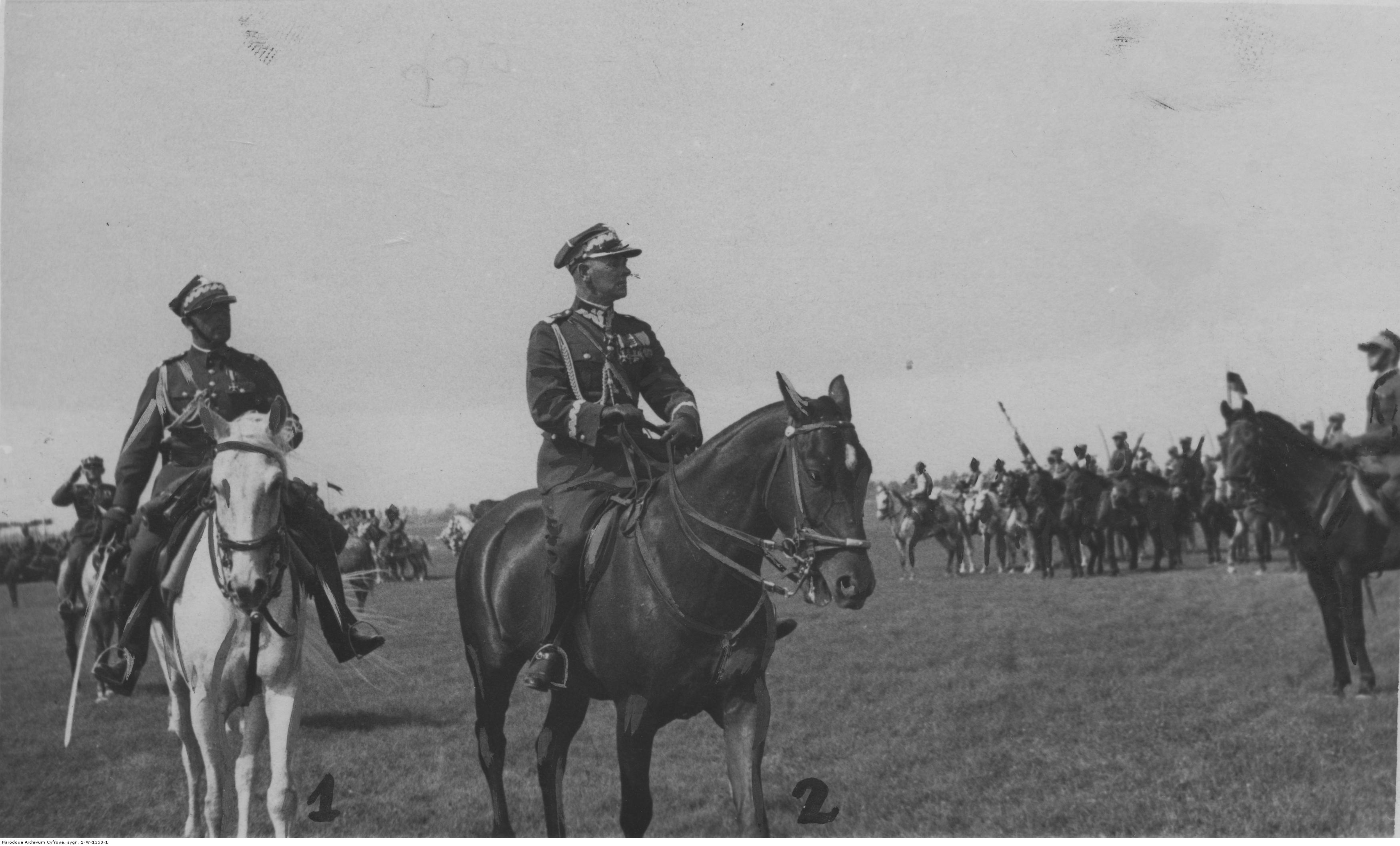
Rewia BK „Baranowicze” w Lidzie

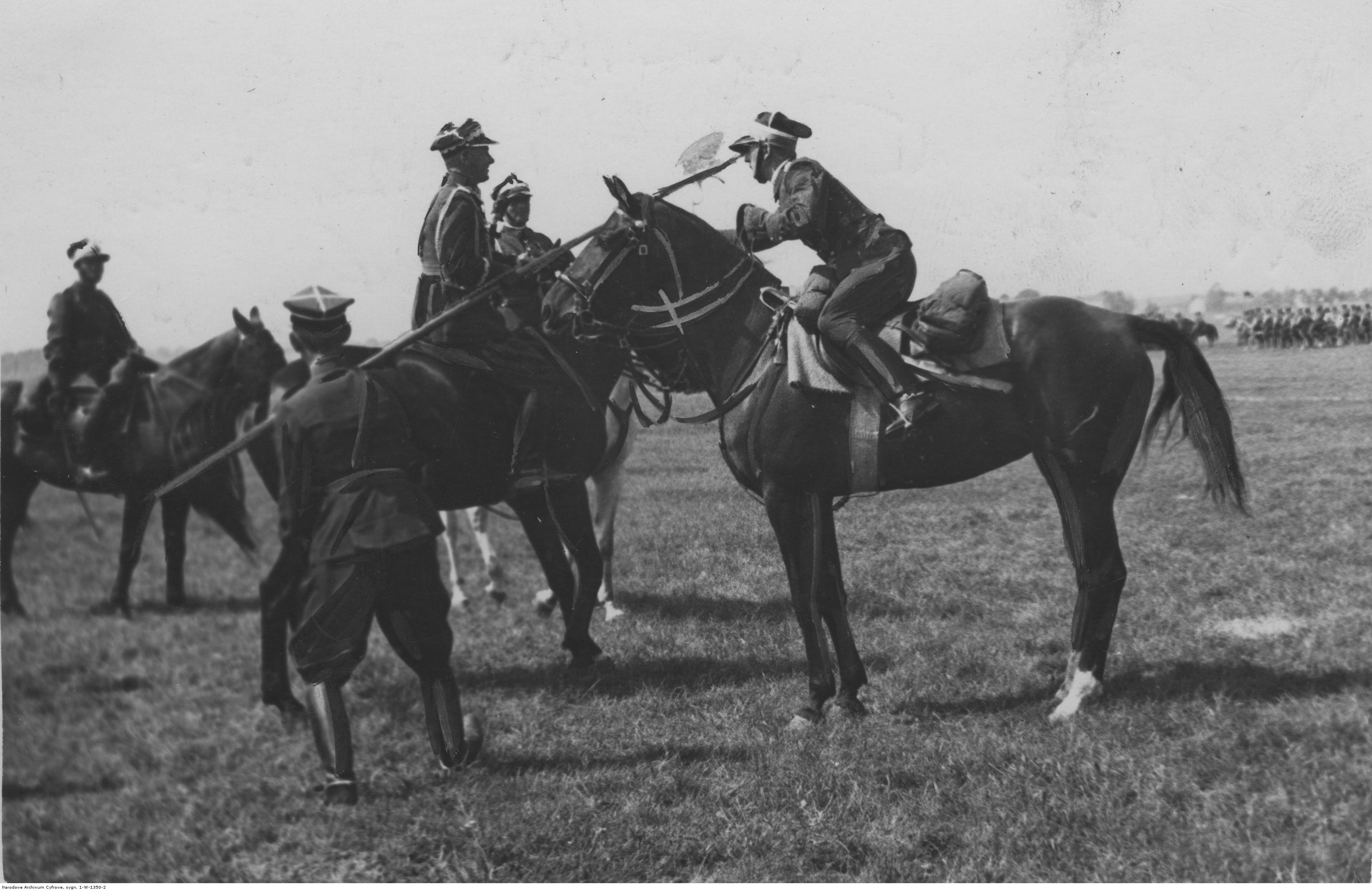
Rewia BK „Baranowicze” w Lidzie

Brygada Kawalerii „Baranowicze” (BK „Baranowicze”) – wielka jednostka kawalerii Wojska Polskiego II RP.

## Formowanie i zmiany organizacyjne
Na podstawie rozkazu z 8 lutego 1929 roku o I fazie reorganizacji wielkich jednostek kawalerii dotychczasowa 9 Samodzielna Brygada Kawalerii w Baranowiczach została przemianowana na Brygadę Kawalerii „Baranowicze”. Jednocześnie w skład brygady został włączony 3 pułk strzelców konnych z rozformowanej XVIII Brygady Kawalerii. W latach 1929–1937 dowódcą brygady był generał brygady Stanisław Grzmot-Skotnicki.
26 marca 1937 roku BK „Baranowicze” została przemianowana na Nowogródzką Brygadę Kawalerii.

## Organizacja pokojowa
- Dowództwo Brygady Kawalerii „Baranowicze”
- 25 pułk Ułanów Wielkopolskich
- 26 pułk Ułanów Wielkopolskich
- 27 pułk ułanów
- 3 Pułk Strzelców Konnych im. Hetmana Stefana Czarnieckiego
- 9 dywizjon artylerii konnej
- szwadron pionierów „Baranowicze”